# Les Évadés de l'espace
Pour plus de détails, voir Fiche technique et Distribution.
Les Évadés de l'espace (宇宙からのメッセージ, Uchu kara no messeji), est un film japonais réalisé par Kinji Fukasaku, sorti en 1978.
Le film a inspiré la série San Ku Kaï.

## Synopsis
L'histoire se passe en l'an 5001 sur la planète Jillucia qui a été pratiquement détruite par les Gavanas. Ceux-ci sont gouvernés par Rockseia 12 et sa mère, Mother Dark. Le roi Kaiba de la planète Jillucia décide de combattre les Gavanas. En dernier recours, le chef des survivants Jilluciens s'en remet au Dieu Liabé en dispersant huit noix divines à travers l'univers qui, selon la légende, seront capables de découvrir les huit valeureux guerriers qui uniront leurs forces en vue de libérer Jillucia. Le premier d'entre eux sera Shiro.

## Fiche technique
- Titre : Les Évadés de l'espace
- Titre original : 宇宙からのメッセージ (Uchu kara no messeji?)
- Réalisation : Kinji Fukasaku
- Scénario : Hiroo Matsuda (ja)
- Histoire originale : Kinji Fukasaku, Shōtarō Ishinomori, Masahiro Noda, Hiroo Matsuda (ja)
- Photographie : Tōru Nakajima
- Décors : Michio Mikami (ja)
- Montage : Isamu Ichida (ja)
- Effets spéciaux : Nobuo Yajima (ja)
- Musique : Ken'ichirō Morioka (ja)
- Société de production : Tōei, Tohokushinsha Film
- Pays de production :  Japon
- Format : couleur — 1,85:1 — 35 mm
- Genre : film de science-fiction
- Durée : 105 minutes[1]
- Dates de sortie :
  - Japon : 29 avril 1978[1]
  - France : 11 avril 1979[2]

## Distribution
- Sonny Chiba (VF : Philippe Ogouz) : Hans
- Vic Morrow (VF : Jacques Deschamps) : le général Garuda
- Philip Casnoff (VF : Bernard Murat) : Aaron
- Tetsurō Tanba (VF : Francis Lax) : Noguchi
- Etsuko Shihomi (VF : Francine Lainé) : Esmeralida
- Peggy Lee Brennan (VF : Sylvie Feit) : Meia
- Mikio Narita  : Rockseia 12
- Makoto Satō : Urocco
- Seizō Fukumoto : Guerilla
- Hiroyuki Sanada (VF : Marc François) : Shiro
- Isamu Shimizu (VF : Roger Carel) : le robot Beba
- Jerry Ito : le commandant
- Norman Rose (VF : Jean-François Laley) : le narrateur / chef suprême

## Commentaire
Directement inspiré de La Guerre des étoiles dans sa conception, ce film surfe sur le succès de la saga de George Lucas. La première projection publique dans l'archipel nippon a lieu le 29 avril 1978, soit approximativement un an après le premier film de la saga Star Wars, et remporte au Japon un succès comparable au film de Lucas. On y retrouve des thèmes similaires, tels celui de l'empire tyrannique contre lequel se soulève une poignée de rebelles, ainsi que le motif du jeune homme qui doit accomplir sa destinée. Quentin Tarantino en est un fervent adepte[réf. souhaitée] et admet avoir été marqué à vie par ce film.
Les décors et effets visuels de ce film ont été largement réutilisés dans la série de science-fiction japonaise San Ku Kaï, diffusée en France en 1979, avec des personnages et un scénario différent.
Le DVD de AK Vidéo et de Déclic Images contient une version française entièrement refaite qui modifie considérablement les noms (Ayato au lieu de Shiro ou encore Eolia au lieu d'Emeralida) et en rajoutant le générique de San Ku Kai est disponible chez AK Vidéo (2004) et une édition Blu-ray (2022, restauration 2K) est disponible chez Carlotta Films avec la VO contenant des scènes inédites en France mais surtout la VF d'époque avec les noms d'origine.